# Fissidens nadeaudii
Fissidens nadeaudii là một loài Rêu trong họ Fissidentaceae. Loài này được Besch. mô tả khoa học đầu tiên năm 1894.